# Assistenzarzt
Ein Assistenzarzt ist ein Arzt in Weiterbildung, der mit der Erlaubnis zur ärztlichen Tätigkeit (Approbation) arbeitet, jedoch noch keine Facharztweiterbildung abgeschlossen hat. Die Stellung ist durch entsprechende Verantwortlichkeiten gekennzeichnet.

## Deutschland
Assistenzarzt ist ein veralteter Begriff, der laut Beschluss vom 113. Deutsche Ärztetag im Mai 2010 eigentlich, genauso wie Weiterbildungsassistent/in, nicht mehr verwendet werden sollte, da der stattdessen empfohlene Begriff Arzt/Ärztin in Weiterbildung (AiW) die Qualifikation, die mit der Approbation erlangt wurde, deutlicher widerspiegele.

### Kliniker
Ein Assistenzarzt ist ein approbierter Arzt ohne leitende Funktion. Assistenzärzte werden von einem Facharzt, meistens einem Oberarzt oder dem Chefarzt, angeleitet. Diese sollen dem Assistenzarzt bei Fragen und Problemen zur Seite stehen. Ein Assistenzarzt führt im Krankenhaus unter Anleitung und Aufsicht auch aufwändigere Behandlungen durch (z. B. Operationen, Herzkatheteruntersuchungen). Die Zeit als Assistenzarzt dauert – je nach Fachrichtung – in der Regel fünf bis sechs Jahre. Während dieser Zeit muss man einen Weiterbildungskatalog erfüllen, der von Bundesland zu Bundesland unterschiedlich ist und von den jeweiligen Ärztekammern festgelegt wird. 
Der Assistenzarzt erledigt im Krankenhausbetrieb meist einen Teil der ärztlichen Routinearbeit auf der Station oder, je nach Fachgebiet, im Operationssaal, Laboratorium, Röntgenarbeitsplatz etc. Ein Assistenzarzt kann im Verlauf seiner Weiterbildung für einen Teil einer Station als Stationsarzt verantwortlich sein. Er führt die Morgenvisite durch, erledigt die Blutentnahmen, verschreibt die Medikamente für den Tag, ordnet Untersuchungen an und ist Ansprechpartner der Patienten bei Problemen. Weitere Aufgaben eines Assistenzarztes sind Aufnahmeuntersuchungen, Patientenaufklärungen, Dokumentation von Behandlungsabläufen und die Durchführung medizinischer Eingriffe (Operationen, Anästhesien etc.): Letzteres findet in der Weiterbildung grundsätzlich unter Aufsicht eines Facharztes statt (Facharzturteil).

### Niedergelassene Ärzte
Der Assistenzzahnarzt ist ein approbierter Zahnarzt, der bereits das Recht zur selbständigen Ausübung der Zahnheilkunde besitzt. Er benötigt jedoch für die Zulassung als Vertragszahnarzt eine zweijährige Vorbereitungszeit, d. h. eine Tätigkeit in abhängiger Stellung. Die Vorbereitung muss dabei eine mindestens sechsmonatige Tätigkeit als Assistenzzahnarzt oder Vertreter eines oder mehrerer Vertragszahnärzte umfassen. Eine Tätigkeit als Vertreter kann nur anerkannt werden, wenn der Zahnarzt eine vorausgegangene mindestens einjährige Tätigkeit in unselbständiger Stellung als Assistenzzahnarzt eines Vertragszahnarztes oder in Universitätszahnkliniken, Zahnstationen eines Krankenhauses oder des öffentlichen Gesundheitsdienstes oder der Bundeswehr oder in Zahnkliniken abgeleistet hat. Bis zu 18 Monate der Vorbereitungszeit können in den oben genannten Einrichtungen in unselbständiger Stellung abgeleistet werden. Erst auf dieser Grundlage kann der Vertragszahnarzt eigenverantwortlich in eigener Praxis, in einer Praxisgemeinschaft oder einer Berufsausübungsgemeinschaft tätig werden. Er wird auch erst dann auf Antrag Mitglied seiner regional zuständigen Kassenzahnärztlichen Vereinigung. Die Anstellung als Assistenzzahnarzt im Sinne eines Vorbereitungsassistenten muss auf Antrag des anstellenden Zahnarztes durch die jeweilige Kassenzahnärztliche Vereinigung erteilt werden. Die Tätigkeit als Assistenzzahnarzt – nach Ableistung der Vorbereitungszeit – in abhängiger Stellung bei einem Vertragszahnarzt oder einem medizinischen Versorgungszentrum muss durch den anstellenden Zahnarzt beim Zulassungsausschuss beantragt werden.
Ein Zahnarzt muss keine Vorbereitungszeit als Assistenzzahnarzt nachweisen, wenn er ein Diplom aus einem anderen Mitgliedstaaten der Europäischen Gemeinschaft oder eines anderen Vertragsstaates des Abkommens über den europäischen Wirtschaftsraum vorlegt und eine Zulassung zur Berufsausübung vorliegt. Diese Regelung gilt unabhängig von der Nationalität des Zahnarztes. Er kann in diesem Fall unmittelbar seine Zulassung als Vertragszahnarzt beantragen, sich in das Zahnarztregister eintragen lassen und entweder in eigener Praxis oder als angestellter Assistenzzahnarzt tätig werden.

### Historisches
(Marine-)Assistenzarzt und (Marine-)Oberassistenzarzt waren im deutschen Reich auch Militärdienstgrade für Sanitätsoffiziere.

## Österreich
In Österreich wird mit Assistenzarzt auch ein nicht approbierter Arzt bezeichnet: Es ist ein Amtstitel an Stelle des Amtstitels Universitätsassistent für Universitätsassistenten in ärztlicher, zahnärztlicher oder tierärztlicher Verwendung im zeitlich begrenzten und im provisorischen Dienstverhältnis.
Sekundararzt ist eine gebräuchliche Bezeichnung für Assistenzärzte an Krankenanstalten.
Die Definition für Sekundararzt ist jedoch nicht im gesamten Bundesgebiet gleich. Am verbreitetsten ist jene aus Niederösterreich:
1. Sekundararzt ist ein Arzt mit Berechtigung zur selbständigen Berufsausübung als Arzt für Allgemeinmedizin (ius practicandi) oder auch ein Turnusarzt während seiner Ausbildung zum Arzt für Allgemeinmedizin.
2. Assistent ist ein Turnusarzt während seiner Ausbildung zum Facharzt.
3. Oberarzt ist ein Assistent nach seiner Ausbildung zum Facharzt.
4. Erster Oberarzt ist der Vertreter des Abteilungsleiters.[5]

In Oberösterreich hingegen ist das Ius practicandi Voraussetzung für die Position des Sekundararztes. Das österreichische Bundes-Ärztegesetz kennt weder den Begriff Sekundararzt noch den des Assistenzarztes.

## Osteuropa
In Osteuropa, Baltikum und GUS gibt es den sogenannten Arzt im Praktikum (‚Resident‘, ‚Intern‘, ‚Ordinator‘). Einen solchen Status erwirbt er mit einem medizinischen Hochschulabschluss. Nachdem der Arzt-Praktikant die entsprechende fachliche Vorbereitung (‚Residentur‘, ‚Internatur‘, ‚Ordinatur‘) absolviert hat, bekommt er eine Berechtigung zum Praktizieren als ein selbständiger Arzt.

## Bezahlung
Die Bezahlung von Assistenzärzten variiert von Land zu Land, wobei die Kaufkraft und die Lebenshaltungskosten zu berücksichtigen sind. Weiterhin besteht ein Unterschied der Löhne zwischen freier Wirtschaft, kommunalen/kirchlichen Trägern sowie den Universitätskliniken. Zu dem Grundgehalt kommen eventuell zusätzliche Bezahlungen für den Nachtdienst hinzu.

### Deutschland
Ein Assistenzarzt im ersten Arbeitsjahr verdiente im September 2023 an einer Universitätsklinik ein Grundgehalt von 5104,24 Euro brutto (Tarifgemeinschaft deutscher Länder: TV-Ärzte).

### Litauen
Im ersten Arbeitsjahr verdient ein Assistenzarzt in Litauen nationalweit ein Grundgehalt von 463,75 Euro brutto monatlich (oder 392,67 Euro netto), im zweiten oder dritten Jahr 530 Euro brutto oder 438,05 Euro netto (Stand: Januar 2018).  Die Nachtarbeit wurde im Jahr 2017 mit 1,28 Euro pro Stunde vergütet.

### Österreich
Ein Turnusarzt in Vorarlberg (Arzt in Ausbildung zum Allgemeinmediziner/Facharzt) verdient ohne Nachtdienste brutto 3130 Euro monatlich. Rechnet man die Nachtdienste hinzu, kommt er auf ein Einkommen von brutto 4223 Euro.  Dagegen liegt beispielsweise in der Steiermark das Einstiegsgehalt für Turnusärzte bei 2861 Euro brutto (Stand April 2015).

### Schweiz
Laut Verbindung der schweizerischen Ärztinnen und Ärzte (FMH) beträgt der Durchschnittslohn eines Assistenzarztes in der Schweiz 2016 monatlich 8416 Schweizer Franken, was aktuell 8.945 Euro entsprechen würde.

### Lettland
Ab Januar 2019 verdiente ein Assistenzarzt (Resident) ohne Nachtdienste brutto 950 Euro (netto 676 Euro) in der Hauptstadt Riga, aber die Gehälter in den Regionen sind größer – 1235 Euro brutto (879 Euro netto). In jedem Weiterbildungsjahr hat ein Resident ein gleiches Gehalt. Man hat vor, jedes Jahr bis 2021 die Gehälter von Assistenzärzten um 20 % zu erhöhen.